# 三本松進
三本松 進（さんぼんまつ すすむ、1950年（昭和25年）- ）は、広島県出身の経産官僚、柔道家。

## 経歴
1950年広島市に生まれる。修道中学校・高等学校を経て、1974年東京大学経済学部経済学科、1975年同経営学科（学士入学）卒業、同年通商産業省（現：経済産業省）入省。
資源エネルギー庁、通商政策局、国土庁出向、中小企業庁、特許庁、外務省在イラン大使館一等書記官などを経て1988年福岡通産局総務課長。
その後、通産省大臣官房情報管理課長、経済企画庁調整局経済協力第二課長を歴任後、1995年アジア経済研究所総務部次長に就任。1999年地域振興整備公団総務部長、2001年島根県立大学総合政策学部教授、2004年経済産業省経済産業研修所所長、独立行政法人経済産業研究所上席研究員を経て2005年9月より独立行政法人経済産業研究所コンサルティングフェロー。2006年独立行政法人中小企業基盤整備機構 シニアリサーチャー、2006年10月一橋大学商学部客員教授。2014年6月一般財団法人宇宙システム開発利用推進機構専務理事、2016年6月より野村総合研究所未来創発センター主席研究員。2018年6月 測位技術振興会 産業発展・事業革新分科会長。

## 学生柔道
修道中学・高校時代は柔道で広島県大会優勝、インターハイ出場、さらに国体準優勝を3回果たす。また日本代表として渡米し、日米対抗戦で全勝の記録を残している。東京大学に進んだ後も2年生で柔道部主将となり、東大柔道部を全国七大学総合体育大会（七帝戦）優勝に導く。歴代七帝戦出場者の中でも圧倒的な強さの者に与えられる「超弩級」の称号を得ており、戦後七大学最強という評価もある。しかし、毎年新しい選手が現れ、技術も移り行く中、単純な強さを比較することは不可能であり、あくまで近しい人間による主観的な評価でしかないことは留意すべきである。2013年から2016年まで赤門柔道部代表幹事就任。